# Spider-Man Comics Weekly
Spider-Man Comics Weekly fue una publicación de Marvel UK que consistió principalmente reimpresiones en blanco y negro de las historias de Spider-Man publicadas en cuatro colores por Marvel. Se estrenó en 1973 y fue el segundo título de Marvel UK, publicando inicialmente historias "clásicas" de Spider-Man de la década de 1960 (así como historias de respaldo de Thor). 
El título resultó ser un gran éxito. Junto con el título emblemático de Marvel UK, The Mighty World of Marvel, Spider-Man Comics Weekly ayudó a Marvel a establecerse en el (en ese momento) vasto mercado semanal de cómics del Reino Unido, permitiéndole a la compañía introducir títulos de reimpresión que no fueran superhéroes, incluyendo a  Planet of the Apes y Star Wars.
Aunque su nombre cambio varias veces a lo largo de los años debido a que otros cómics menos exitosos de Marvel UK se fusionaron con él, el cómic semanal Spider-Man fue la publicación de Marvel UK de más larga duración. Publicó 666 números entre 1973 y 1985. 

## Historia de la publicación
Durante el transcurso de su publicación, el libro fue conocido sucesivamente como: 
- Spider-Man Comics Weekly - números # 1– # 157 (10 de febrero de 1973 - 14 de febrero de 1976)
- Super Spider-Man números # 158– # 310 (21 de febrero de 1976 - 17 de enero de 1979) 
  - with the Super-Heroes - números # 158– # 198 (21 de febrero de 1976 - 24 de noviembre de 1976)
  - and the Titans - números # 199– # 230 (1 de diciembre de 1976 - 6 de julio de 1977)
  - and Captain Britain - números # 231–254 (13 de julio de 1977 - 21 de diciembre de 1977)
- Spider-Man Comic - números # 311–333 (24 de enero de 1979 -   25 de julio de 1979)
- Spectacular Spider-Man Weekly - números # 334– # 375 (1 de agosto de 1979 - mayo de 1980)
- Spider-Man and Hulk Weekly - números # 376– # 449 (mayo de 1980 - octubre de 1981) 
  - (incorporating) Team Up - números # 418– # 449 (marzo de 1981 - octubre de 1981)
- Super Spider-Man TV Comic - números # 450– # 499 (octubre de 1981 - octubre de 1982)
- Spider-Man - números # 500– # 633 (octubre de 1982 - 20 de mayo de 1985) 
  - and His Amazing Friends - números # 553– # 606 (12 de octubre de 1983 - 19 de octubre de 1984)
- The Spider-Man Comic - números # 634– # 651 (27 de mayo de 1985 - agosto de 1985)
- Spidey Comic - números # 652– # 666 (agosto de 1985 - diciembre de 1985)

### Spider-Man Comics Weekly
Debido a la popularidad del personaje en el primer título de Marvel UK, The Mighty World of Marvel, Spider-Man se convirtió en la estrella de su propio cómic semanal a principios de 1973. La historia completa del The Amazing Spider-Man  era publicada en episodios semanales que se completaban mensualmente. La tira de respaldo contó con reimpresiones de Thor, de Journey into Mystery, incluidos algunos de los Cuentos de Asgard . A partir del n. ° 50, las historias de Spider-Man se dividirían, generalmente en dos números semanales consecutivos. También se incluyeron historias de The Spectacular Spider-Man (# 72-74) y The Amazing Spider-Man Annual (# 9-10, 23, 75-76). Las historias de Iron Man de Tales of Suspense se agregaron en el número 50, con tiras de relleno ocasionales de Amazing Adult Fantasy, World of Suspense, Mystic y Not Brand Echh . El primer número también promovió la sucursal en el Reino Unido del nuevo club de fanes interno de Marvel, FOOM .

### Super Spider-Man
A principios de 1976, The Super-Heroes, un título de Marvel UK de corta duración, se fusionó con Spider-Man Comics Weekly, que cambió su título a Super Spider-Man con los Super-Heroes. El libro también cambió de orientación para convertirse en un cómic de formato horizontal, siguiendo el ejemplo de otro título relativamente nuevo de Marvel UK, The Titans . Aunque este formato permitió que dos páginas de arte de Marvel USA encajaran en una página de Marvel UK (del tamaño de una revista), la reacción del lector fue mixta, ya que hacía que el texto fuera pequeño y, a menudo, difícil de leer. 
Además de las historias continuas de Spider-Man, Thor y Iron Man, Super Spider-Man with the Super-Heroes comenzó con las historias de respaldo de X-Men . Sin embargo, pronto continuó la tradición del cómic The Super-Heroes de rotar personajes menos populares como Doctor Strange, Tales of Asgard y Moon Knight ; antes de establecerse con The Invaders . También de The Super-Heroes llegaron reimpresiones de historias de Marvel Two-in-One protagonizadas por The Thing, que se había publicado en números posteriores del cómic antes de la fusión (así como las historias de Spider-Man de Marvel Team-Up). 
A finales de 1976, el cómic semanal de Spider-Man absorbió otro título cancelado de Marvel UK en sus páginas: The Titans. Siguiendo el precedente de la fusión anterior con The Super-Heroes, con el número 199, el libro volvió a cambiar su título a Super Spider-Man and the Titans . Una alineación de Spider-Man, Thor, Iron Man, Invaders, Capitán América y los Vengadores significó que algunas semanas el Capitán América apareció en tres tiras diferentes. El libro continuó utilizando la orientación horizontal hasta la penúltima edición de Super Spider-Man and the Titans (# 229), cuando volvió al formato tradicional de "retrato", justo a tiempo para la próxima fusión. 
En 1976, Marvel UK comenzó con su primera serie semanal original, protagonizada por el superhéroe británico Capitán Britania . Captain Britain Weekly duró 39 números, hasta el 6 de julio de 1977. Con el número # 231 del 13 de julio de 1977 de Super Spider-Man, absorbió la tira principal del Captain Britain Weekly y cambió su título nuevamente, a Super Spider-Man & Captain Britain .
Las características principales del título ahora eran reimpresiones en blanco y negro de historias del cómic estadounidense The Amazing Spider-Man, con nuevas historias de Capitán Gran Bretaña en blanco y negro de ocho páginas. Los últimos seis números bajo el título Super Spider-Man y Capitán Gran Bretaña (números # 248-253) reemplazaron las nuevas tiras del Capitán Gran Bretaña con una reimpresión de Marvel Team-Up # 65 y # 66.
Además de Spider-Man y el Capitán Britania, Thor y los Vengadores continuaron desde Super Spider-Man y los Titanes, mientras que los Cuatro Fantásticos se unieron semanalmente al Capitán Gran Bretaña, solo para partir después de unos meses para encabezar su propio cómic, Los Cuatro Fantásticos Completos . Con el número 254 (21 de diciembre de 1977), se abandonó la función del Capitán Gran Bretaña y continuaron las historias del Capitán América; el título del libro se convirtió simplemente en Super Spider-Man, conservando ese nombre hasta el número 310. 

### Spider-Man Comic
En 1978, Stan Lee contrato al editor británico Dez Skinn para hacerse cargo de la ahora sufriente Marvel UK. Skinn renovó todos los títulos de Marvel UK, incluido Super Spider-Man . Cambió el título a Spider-Man Comic y le dio una nueva apariencia, más similar a la apariencia externa de los cómics británicos "tradicionales". Aunque los artes originales de EE. UU. Se reimprimieron, como en publicaciones anteriores, los paneles a menudo se cortaban, se reorganizaban, se eliminaban o se reducían en tamaño para cumplir con el recuento de páginas más bajo. 
Además de Spider-Man, el título presentaba cinco tiras de respaldo, protagonizadas por los Cuatro Fantásticos, los Vengadores, Thor, el Submarinero y Nova . (Los Vengadores se convirtieron en la serie de respaldo de más larga duración en el cómic semanal de Spider-Man.) 

### Spectacular Spider-Man Weekly
El verano de 1979 vio la desaparición del cómic semanal anteriormente conocido como The Mighty World of Marvel (cambiado desde la era de Skinn a Marvel Comic), y el semanal cancelado se fusionó con Spider-Man Comic . El nuevo título se llamó The Spectacular Spider-Man Weekly y Marvel Comic por tres números, y luego volvió al Spectacular Spider-Man Weekly más corto para el resto de sus 41 números. Las historias de respaldo ahora presentaban a Daredevil (que se mudó del extinto Marvel Comic), pero ya no incluía a los Vengadores (que se mudaron al nuevo título mensual de Marvel UK, Marvel Superheroes Monthly). 

### Spider-Man y Hulk Weekly
Hulk fue otro personaje de Marvel que tuvo gran popularidad en el Reino Unido. Después de coprotagonizar The Mighty World of Marvel durante muchos años, recibió su propio título semanal, Hulk Comic, en 1979. Sin embargo, con la cancelación de Hulk Comic en mayo de 1980 después de 63 números, se fusionó con el título de Spider-Man, que se convirtió en Spider-Man y Hulk Weekly a partir de los números # 376–449. Las historias de respaldo presentaban a las contrapartes femeninas de los dos personajes principales, Spider-Woman y She-Hulk, así como The Defenders (que continuó de Hulk Comic ). Spider-Woman y The Defenders fueron reemplazados más tarde por historias de equipo de Spider-Man y Showcase (una tira que destacó a los superhéroes que no habían tenido una tira en solitario antes) después de que el semanario Marvel Team-Up UK se fusionara con el cómic semanal Spider-Man . La portada inicialmente indicó la fusión al titularse Spider-Man y Hulk Weekly Incorporating Marvel Team-Up, pero luego se abrevió como Spider-Man y Hulk Team-Up . 

### Super Spider-Man TV Comic
La serie de televisión de acción The Amazing Spider-Man de 1977–1979 inspiró otro cambio de título, en octubre de 1981; el semanal de Spider-Man también cambió a un formato más de revista, con ensayos fotográficos, comentarios de lectores, concursos y similares (así como las reimpresiones obligatorias del material estadounidense de Marvel). El formato también cambió a 28 páginas con 8 páginas de color, una marcada diferencia con otros títulos cuando casi todos los cómics del Reino Unido todavía eran en blanco y negro, excepto por sus portadas y tal vez la extensión central. Las páginas en color se imprimieron en un papel más brillante. Solo la tira de Spider-Man se ejecutó durante estos números. 

### Spider-Man (and His Amazing Friends)
Con el número 500, el título cambió su nombre nuevamente, solo a Spider-Man, con el recuento de páginas ahora aumentado a 36. Las historias de respaldo también regresaron; Inicialmente se trataba de Hulk tras la fusión del segundo volumen de The Incredible Hulk Weekly en Spider-Man . Las historias de respaldo de Spider-Woman regresaron con el número 517 y los Cuatro Fantásticos regresaron en el número 529. 
El debut de la serie animada Spider-Man and His Amazing Friends (1981–1983) en BBC One inspiró el último cambio de título en octubre de 1983. El logotipo seguía siendo el mismo, pero las palabras "y sus increíbles amigos" se añadieron a su alrededor. Inicialmente, las tiras de respaldo fueron una adaptación del primer episodio de la caricatura (coprotagonizada por Iceman y Firestar ) y las continuas tiras Fantastic Four. Más tarde, estos fueron reemplazados por Thor y los X-Men del número 567 (enero de 1984). Con el número 578, el título volvió nuevamente a Spider-Man y eventualmente comenzó a continuar las historias del breve título de Marvel UK The Thing is Big Ben (refiriéndose a The Thing). 
Los números 607 a 610 presentaron historias originales de Spider-Man de Mike Collins, Barry Kitson y Mark Farmer . Las historias tuvieron lugar en Londres y presentaron a Spider-Man luchando contra Assassin-8 . 

### The Spider-Man Comic
A fines de 1984 la audiencia británica del cómic se volvía más joven, mientras que lectores de los cómics estadounidenses de Spider-Man estaban envejeciendo. Con el número 631, la serie comenzó a reimprimir historias que presentaban el controvertido traje negro de Spider-Man, y temiendo perder lectores, Marvel poco después dejó de publicar reimpresiones del material estadounidense. Inicialmente, el título reimprimió historias de Spider-Man de números de obsequios en periódicos estadounidenses, comenzando con el cómic de 1983 Spider-Man, Firestar e Iceman del Denver Post, pero poco después estas historias fueron reemplazadas por cuentos para lectores más jóvenes de las páginas del título estadounidense Spidey Super Stories, respaldado por tiras como Wally the Wizard, rebautizada como Willy the Wizard para el Reino Unido, y Fraggle Rock de la marca infantil de Marvel, Star Comics . Estos fueron complementados por tiras cortas de comedia de Lew Stringer, como Snail-Man. Ediciones posteriores también incluyeron reimpresiones de la tira de dos páginas de The Dukes of Hazard de TV Comic, coincidiendo con las repeticiones de la serie de televisión que se emitió en el Reino Unido.

### Spidey Comic
Con el cambio de nombre de agosto de 1985 a Spidey Comic, el título solidificó su objetivo para los niños más pequeños. Finalmente, en diciembre de 1985, el semanario Spider-Man publicó su último número, # 666.

## Ediciones anuales y especiales
Incluso después de la desaparición de Spider-Man Comics Weekly, la historietas deSpider-Man continuaron siendo publicadas anualmente desde su debut en 1974 hasta 1986, y luego desde 1990 hasta 1992, con una publicación anual de Spider-Man y Hulk Omnibus en 1983. Los especiales de verano de Spider-Man se publicaron de 1979-1987 y los especiales de invierno de 1979-1985. Se publicó una Colección de pósters de Spider-Man como especial de invierno en 1991. Un Especial de vacaciones de Spider-Man fue publicado en 1992. 
Marvel UK publicó 28 números de un libro del tamaño de un resumen titulado Spider-Man Pocket Book entre marzo de 1980 y julio de 1982. Después de la cancelación de ese título, las primeras historias de Spider-Man que estaba reimprimiendo continuaron durante unos meses en las páginas del breve título de Marvel UK The Daredevils . 

## Títulos sucesores

### Spider-Man y Zoids
El 8 de marzo de 1986, Marvel UK lanzó un nuevo cómic semanal de reimpresión de Spider-Man, llamado Spider-Man and Zoids, con una nueva numeración. En un enlace con Spider-Man Comics Weekly, Spider-Man and Zoids fue descrito como "volumen 2". El único material original presentaba los Zoids, un vínculo con los juguetes del mismo nombre . Spider-Man and Zoids fue notable por presentar los primeros trabajos de Grant Morrison, incluida la historia épica y apocalíptica de Black Zoid. El nuevo título duró solo 51 números hasta el 16 de febrero de 1987. 

### The Complete Spider-Man
Marvel UK probó otros vehículos para Spider-Man, incluido The Complete Spider-Man de 1990 (un material de reimpresión mensual del tamaño de un cómic de los Estados Unidos que se publicaba en ese momento: Spider-Man, Amazing Spider-Man, Spectacular Spider-Man y Web de Spider-Man). The Complete Spider-Man fue lanzado poco después del primer número del título de Spider-Man sin adjetivos de Todd McFarlane en los Estados Unidos. 

### The Exploits of Spider-Man
The Exploits of Spider-Man fue una publicación mensual en UK del tamaño de un cómic con historias actuales de Spider-Man, historias clásicas de Spider-Man, Spider-Man 2099 y reimpresiones de Motormouth . 

## The Astonishing Spider-Many otros títulos de Panini UK
A partir del número seis de The Astonishing Spider-Man, todos los títulos de Marvel UK fueron adquiridos por Panini UK, que ahora tiene la licencia para publicar cómics bajo el nombre de Marvel en el Reino Unido. Panini UK agregó varios títulos quincenales y mensuales, incluyendo The Spectacular Spider-Man (para lectores más jóvenes), Ultimate Spider-Man (más tarde Ultimate Spider-Man y X-Men después de una fusión) y Spider-Man and Friends (para lectores muy jóvenes). The Spectacular Spider-Man, se lanzó para acompañar a Spider-Man: The Animated Series, que comenzó a transmitirse en el Reino Unido a mediados de los 90. Inicialmente, las historias eran simplemente reimpresiones de los cómics estadounidenses basados en la serie, pero finalmente el título se trasladó a historias completamente nuevas originadas en el Reino Unido, marcando el primer material de Marvel en el Reino Unido con personajes clásicos de Marvel que se produjo desde principios de 1994.